# Asparagus longiflorus
Asparagus longiflorus — вид рослин із родини холодкових (Asparagaceae).

## Біоморфологічна характеристика
Це дводомна трав'яниста рослина. Стебла майже прямовисні, 20–170 см, дистально злегка смугасто-ребристі; гілки чітко смугасто-ребристі. Листова шпора злегка колюча. Кладодії в пучках по 4–12, прямі, 6–15 × ≈ 0.6 мм, злегка сплощені, неправильно-борозенчасті. Суцвіття розвиваються після кладодій. Квіти обох статей парні; квітконіжка зазвичай 6–13 мм. Чоловічі квітки: оцвітина пурпурувата, 6–7 мм. Жіночі квітки: оцвітина ≈ 3 мм. Ягода червона, 7–10 мм у діаметрі, ≈ 4 насінини. Період цвітіння: квітень і травень; період плодоношення: червень — серпень.

## Середовище проживання
Поширений у Китаї (Ганьсу, Хебей, Хенань, Цинхай, Шеньсі, Шаньдун, Шаньсі).
Населяє ліси, чагарники, трав'янисті схили; від 2400 до 3300 метрів.